# BET Awards 2004
Die BET Awards 2004 waren die vierten von Black Entertainment Television (BET) vergebenen BET Awards, die an Künstler in den Bereichen Musik, Schauspiel, Film und anderen Unterhaltungsgebieten vergeben wurden.
Die Verleihung fand am 29. Juni 2004 im Kodak Theatre, Los Angeles, Kalifornien statt. Moderatorin war, wie bereits im Vorjahr, die Schauspielerin Mo’Nique.
Den Preis für das Lebenswerk erhielt die Band The Isley Brothers, den Humanitarian Award erhielt Danny Glover.

## Hintergrund
Für die Funk- und R&B-Legende Rick James war es der letzte öffentliche Auftritt, bevor er nur einen Monat später an einem Herzinfarkt verstarb. Nachdem er falsch angesagt wurde, kam er zurück mit den Worten „I’m Rick James, bitch!“. Diese hatte vorher Dave Chappelle in seiner Chappelle’s Show in einem Sketch über James populär gemacht.

## Liveauftritte
- Alicia Keys – If I Ain’t Got You[2]
- Brandy (featuring Kanye West) – Talk About Our Love
- Ciara – Goodies/1,2 Step
- G-Unit – Stunt 101/Let me In/On Fire
- India Arie – Georgia on My Mind
- Janet Jackson – All Nite (Don’t Stop)/R&B Junkie
- Kanye West (featuring Yolanda Adams) – Jesus Walks
- Lil Jon – Yeah!/Burn
- Jay-Z (featuring Kid Rock, Dave Navarro, Sheila E., Rick Rubin, Questlove, Omar Edwards & Adam Blackstone) – 99 Problems and Public Service Announcement (Interlude)
- Rick James (featuring Teena Marie) – Fire and Desire
- Usher – Yeah! (mit Lil Jon & Ludacris)/Burn

## Gewinner und Nominierte
Die Gewinner sind fett markiert und vorangestellt.
| Video of the Year | Viewers’ Choice |
| --- | --- |
| - Outkast – Hey Ya! - Beyoncé – Crazy in Love featuring Jay-Z - Alicia Keys – You Don’t Know My Name - Outkast – The Way You Move featuring Sleepy Brown - Usher – Yeah! featuring Ludacris & Lil Jon | - Usher – Yeah! featuring Ludacris & Lil Jon - Outkast – Hey Ya! - Kanye West – All Falls Down featuring Syleena Johnson - Beyoncé – Crazy in Love featuring Jay Z - Lil Jon and the East Side Boyz – Get Low featuring Ying Yang Twins          |
| Best Female Hip Hop Artist | Best Male Hip Hop Artist |
| - Missy Elliott - Da Brat - Jacki-O - MC Lyte - Rah Digga | - Jay-Z - 50 Cent - Chingy - Kanye West - Ludacris |
| Best Female R&B Artist | Best Male R&B Artist |
| - Beyoncé - Mary J. Blige - Janet Jackson - Alicia Keys - Monica | - Usher - Anthony Hamilton - Ruben Studdard - R. Kelly - Luther Vandross |
| Best Group | Best New Artist |
| - OutKast - G-Unit - Lil Jon & The East Side Boyz - Floetry - Jagged Edge | - Kanye West - Pharrell Williams - Ruben Studdard - Anthony Hamilton - Chingy |
| Best Gospel Artist | Best Collaboration |
| - Yolanda Adams - Vickie Winans - Byron Cage - Smokie Norful - Donnie McClurkin | - Beyoncé featuring Jay Z – Crazy in Love - Usher featuring Ludacris & Lil Jon – Yeah! - Outkast featuring Sleepy Brown – The Way You Move - Twista featuring Kanye West & Jamie Foxx – Slow Jamz - Pharrell Williams featuring Jay-Z – Frontin’ |
| Best Actress | Best Actor |
| - Halle Berry - Beyoncé - Vivica A. Fox - Sanaa Lathan - Gabrielle Union | - Denzel Washington - Morgan Freeman - Mos Def - Will Smith - Don Cheadle - Laurence Fishburne |
| Best Female Athlete of the Year | Best Male Athlete of the Year |
| - Serena Williams - Cheryl Ford - Lisa Leslie - Laila Ali - Venus Williams | - LeBron James - Barry Bonds - Carmelo Anthony - Tiger Woods - Shaquille O’Neal |
| Lifetime Achievement Award | Humanitarian Award |
| - The Isley Brothers | - Danny Glover |